# Veronica tubata
Veronica tubata är en grobladsväxtart som först beskrevs av Friedrich Ludwig Diels, och fick sitt nu gällande namn av Albach. Veronica tubata ingår i släktet veronikor, och familjen grobladsväxter. Inga underarter finns listade i Catalogue of Life.